# CNIM
Die Constructions Industrielles de la Méditerranée (CNIM) ist ein börsennotiertes französisches Maschinenbauunternehmen mit Sitz in Paris.

## Geschichte
Die Ursprünge von CNIM reichen bis in das Jahr 1853 zurück. Damals entstand die Forges et Chantiers de la Méditerranée (FCM), ein französisches Unternehmen, das für die damalige Zeit sehr moderne Kampf- und Panzerschiffe herstellte und 1856 in Société Nouvelle des Forges et Chantiers de la Méditerranée umbenannt wurde. Ab 1917 begann FCM auch mit der Produktion von Panzern.
Wegen des starken Rückgangs der Nachfrage nach Kampfschiffen und dementsprechend schlechter Geschäftslage wurde FCM im Jahr 1966 von der Herlicq Gruppe übernommen und umbenannt in Constructions Navales et Industrielles de la Méditerranée, der Name, aus dem die heutige Firmenbezeichnung CNIM entstand. CNIM spezialisierte sich seitdem auf die Herstellung von Spezialschiffen wie Flüssigerdgas- und Erdöl-Transportschiffe. Gleichzeitig wurde eine Diversifikation in verschiedene weitere Geschäftsbereiche weiter vorangetrieben.
im Jahr 1982 wurde CNIM unter dem Namen Constructions Industrielles de la Méditerranée neu firmiert und trieb seitdem den Ausbau der Unternehmensbereiche Energie und Mechanisches Ingenieurwesen voran.
1989 erfolgte die Übernahme der BABCOCK Entreprise, 1990 die des Unternehmens Babcock Wanson, und 2001 wurde die LAB S.A. übernommen. Seit 2002 gehört der CNIM ebenfalls das ehemalige Geschäft mit Elektrizitätserzeugung durch Müllverbrennung der Alstom.